# Animaná
Animaná är en ort i Argentina.   Den ligger i provinsen Salta, i den norra delen av landet, 1 200 kilometer nordväst om huvudstaden Buenos Aires. Animaná ligger 1 612 meter över havet och antalet invånare är 1 454.
Terrängen runt Animaná är platt österut, men västerut är den kuperad. Närmaste större samhälle är Cafayate, 11,8 kilometer söder om Animaná.
Omgivningarna runt Animaná är i huvudsak ett öppet busklandskap. Runt Animaná är det glesbefolkat, med 8 invånare per kvadratkilometer.